# خايرو (مغني)
خايرو (بالإسبانية: Jairo)‏ هو مغني وكاتب أغاني أرجنتيني، ولد في 16 يونيو 1949 في Cruz del Eje ‏ في الأرجنتين.

## وصلات خارجية
- الموقع الرسمي
- خايرو على موقع IMDb (الإنجليزية)
- خايرو على موقع ميوزك برينز (الإنجليزية)
- خايرو على موقع أول ميوزيك (الإنجليزية)
- خايرو على موقع ديسكوغز (الإنجليزية)
- خايرو على موقع قاعدة بيانات الفيلم (الإنجليزية)